# لاريسا إلتشينكو
لاريسا دميترييفنا إلتشينكو (الروسية: لاريسا دميترييفنا إلتشينكو ؛ من مواليد 18 نوفمبر 1988) هي سباحة روسية لمسافات طويلة فازت بثمانية ألقاب عالمية وميدالية ذهبية في الألعاب الأولمبية الصيفية 2008.